# Première investiture de Barack Obama
Pour l’article homonyme, voir Investiture de Barack Obama.
L'investiture de Barack Obama (Inauguration Day) en tant que 44e président des États-Unis a lieu le mardi 20 janvier 2009. La cérémonie, qui fut un record d'affluence pour un événement se déroulant à Washington, D.C., marqua le début du mandat de quatre ans de Barack Obama comme président et de Joe Biden comme vice-président des États-Unis. Ce fut également l'un des événements les plus regardés à la télévision et sur internet dans le monde entier.
Le thème choisi fut A New Birth of Freedom, expression extraite du discours de Gettysburg, pour célébrer le 200e anniversaire de la naissance d'Abraham Lincoln. Dans ses discours à la foule, Obama fit référence aux idéaux de Lincoln sur le renouvellement, la continuité et l'unité nationale, afin de porter l'accent sur le besoin, face aux problèmes que rencontrait le pays sur son territoire comme à l'étranger, d'éveiller un nouveau sens de responsabilité et de sacrifice partagés chez les citoyens américains. Obama et d'autres personnalités rendirent hommage à Lincoln à l'occasion de plusieurs événements, dont un voyage en train de Philadelphie (Pennsylvanie) à Washington, D.C. le 17 janvier 2009, puis, du 18 au 21 janvier, une série de concerts, une journée nationale du service communautaire, le Martin Luther King Day, la cérémonie d'assermentation, le déjeuner et le défilé, des bals, et des prières œcuméniques. Le serment présidentiel tel qu'il fut donné durant la cérémonie le 20 janvier s'éloignant quelque peu de la forme prescrite dans la Constitution, il fut redit le soir suivant.
Le Presidential Inaugural Committee encouragea les citoyens à participer plus activement aux événements que lors des investitures précédentes : pour la première fois, il étendit au National Mall tout entier la zone ouverte au public pour la cérémonie de prise du serment, ce qui ne s'était pas fait jusqu'alors. Plusieurs citoyens choisis participèrent dans les événements annexes tels que le voyage en train, et un philanthrope organisa un bal populaire pour les personnes défavorisées qui n'auraient autrement pas pu assister aux festivités.

## Contexte

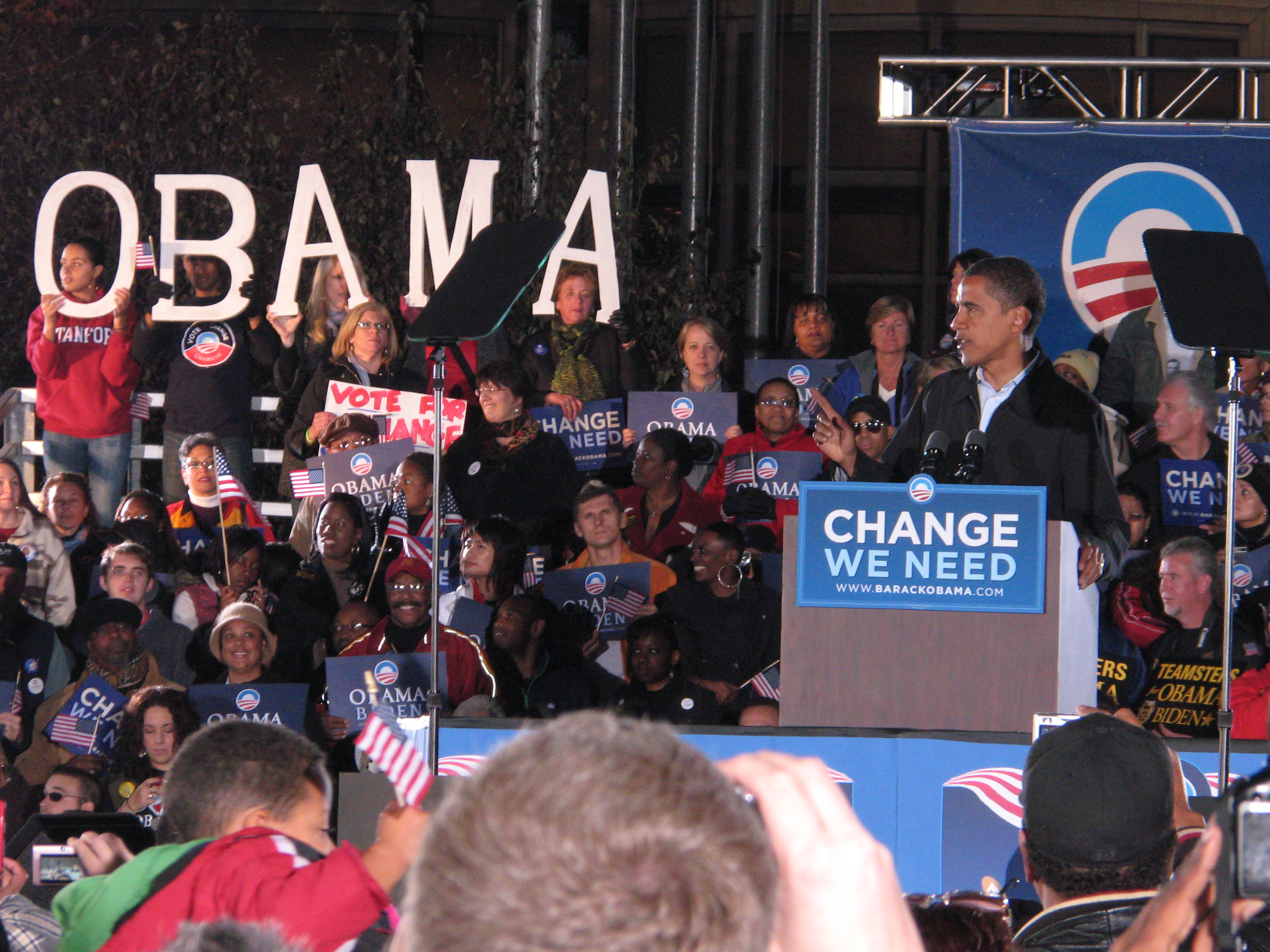
Barack Obama en campagne à Cleveland dans l'Ohio.

L'inauguration du 20 janvier marqua la fin de la période de transition présidentielle qui avait commencé le 4 novembre 2008, lorsqu'Obama devint le Président-élu. En accord avec l'article I de la Constitution des États-Unis, Section 6, de la Constitution des États-Unis, Obama démissionna de son poste de sénateur le 16 novembre 2008,. Il fut officiellement élu par le Collège électoral le 15 décembre. Les résultats furent certifiés par une session jointe du Congrès des États-Unis le 8 janvier 2009.
Obama, qui avait fait campagne sous les slogans « Change We Can Believe In » puis « Change We Need » fut considéré comme le premier président afro-américain du pays, et comme un symbole de changement par rapport à son prédécesseur républicain George W. Bush. Obama représentait également un changement de génération en tant que premier président élu né dans les années 1960. Élu dans le contexte difficile de la crise financière mondiale débutant en 2007, Obama a, selon un sondage de CNN, inspiré plus de confiance à son investiture que ses prédécesseurs immédiats.

## Préparation
L'inauguration fut préparée principalement par deux comités : le Joint Congressional Committee on Inaugural Ceremonies et le 2009 Presidential Inaugural Committee. Bien que l'élection fût prévue pour le 4 novembre 2008, le comité commença la construction de la plate-forme le 24 septembre. La cérémonie de prise du serment et le déjeuner d'investiture furent préparés par le Joint Congressional Committee on Inaugural Ceremonies, composé des sénateurs Dianne Feinstein, présidente du comité, Bob Bennett et Harry Reid, et des représentants John Boehner, Steny Hoyer et Nancy Pelosi ; ce comité est supervisé par le U.S. Senate Committee on Rules and Administration.

### Joint Congressional Committee
Le Joint Congressional Committee on Inaugural Ceremonies choisit le thème des cérémonies, « A New Birth of Freedom »,, une expression utilisée par Abraham Lincoln dans son discours de Gettysburg durant la guerre de Sécession,. Ce thème a été choisi pour marquer l'investiture et pour honorer Lincoln, dont c'était le deux-centième anniversaire, en référence à l'espoir de Lincoln que « le sacrifice de ceux qui étaient morts pour préserver les États-Unis conduirait à une seconde naissance de la liberté dans la nation »,. Barack Obama souhaitait rassurer les Américains en leur montrant qu'« aujourd'hui, comme au temps de Lincoln, le pays trouverait sa voie à travers n'importe quelle crise »,.
Le comité publia le 17 décembre 2008 le calendrier des différents évènements du 20 janvier 2009. Il faisait référence au Président élu sous le nom de « Barack H. Obama », même si Obama avait stipulé qu'il voulait utiliser son nom entier pour la cérémonie du serment, dont son deuxième prénom Hussein. Obama décida en effet d'utiliser son nom complet « Barack Hussein Obama » « pour suivre la tradition, sans tenter d'en faire un signe de quoi que ce soit »,. Durant la campagne présidentielle, les opposants d'Obama avaient essayé d'utiliser ce prénom pour insinuer faussement qu'il était musulman.
Le Conseil municipal du District of Columbia, après négociation et accord avec le comité, passa un règlement temporaire, signé par le maire Adrian Fenty, permettant aux bars et restaurants de rester ouvert plus longtemps (24 heures durant le week-end) pour accueillir les participants, avec une coupure dans la vente des boissons alcoolisées à 4 heures du matin,,.

### Presidential Inaugural Committee
Le 2009 Presidential Inaugural Committee organisa plusieurs autres évènements liés à l'investiture, dont le voyage en train, les concerts, la parade, les bals et les services religieux. Les codirecteurs du comité étaient William Daley, Penny Pritzker, John Rogers, Patrick Ryan et Julianna Smoot.
Pour la première fois dans l'histoire, le Presidential Inaugural Committee ouvrit au public le National Mall dans toute sa longueur, du Capitole des États-Unis au Lincoln Memorial, pour qu'il assiste à la cérémonie. La partie du Mall la plus proche du Capitole fut réservée aux personnes possédant des billets réservés,,. Le comité voulait faire de cet évènement « le plus ouvert et accessible dans l'histoire », afin de permettre à ceux qui n'avaient pu obtenir de billet réservé d'assister à la cérémonie depuis le reste du Mall ; des JumboTrons, de grands écrans télévisés, furent installés tout le long du Mall.
Afin de respecter les normes écologiques, le comité implémenta des mesures telles que l'utilisation de tapis recyclés pour la plate-forme, la récupération d'objets recyclés pour les zones en plein air et de papier recyclé pour les invitations à la cérémonie et au bal.

### Collecte de fonds
Le 2009 Presidential Inaugural Committee essaya de collecter davantage de contributions individuelles plus réduites qu'au cours de la préparation de la seconde investiture de George W. Bush en 2005. La limite fut fixée à 50 000 $ pour les particuliers, et à un maximum de 250 000 $ pour les entreprises. Le 30 janvier 2009, le comité avait levé plus de 53 millions de dollars ; au moins 458 personnes avaient contribué en donnant la somme maximale, dont des personnalités telles que George Soros, Halle Berry, Jamie Foxx et George Lucas. Le comité établit des règles strictes pour encadrer ces contributions, interdisant les dons aux corporations, comités d'action politique, lobbyistes fédéraux connus, syndicats professionnels, agents étrangers et aux citoyens d'autres États,. Le comité accepta les dons provenant de personnes ayant des intérêts de lobby actifs auprès du gouvernement fédéral mais n'étant pas enregistrés comme des lobbyistes fédéraux, parmi lesquels Eric Schmidt de Google et Steve Ballmer de Microsoft.
Le comité présidentiel porta son budget à 160-170 millions de dollars, dont 45 millions pour les galas, en fonction des résultats de la collecte et des estimations d'affluence lors des évènements. Le gouvernement fédéral contribua à la hauteur de 49 millions, dont 1,2 million consacrés à la cérémonie proprement dite, celle de la prestation du serment,,. Le District of Columbia et les États voisins du Maryland et de Virginie prévirent 75 millions de dollars pour l'encadrement et la sécurité de l'évènement par les forces de police, les pompiers et les services médicaux,. Le Président George W. Bush déclara par précaution un état d'urgence fédéral pour que l'Agence fédérale des situations d'urgence puisse participer à la collecte des fonds,,.

## Événements liés à l'investiture

### We Are One

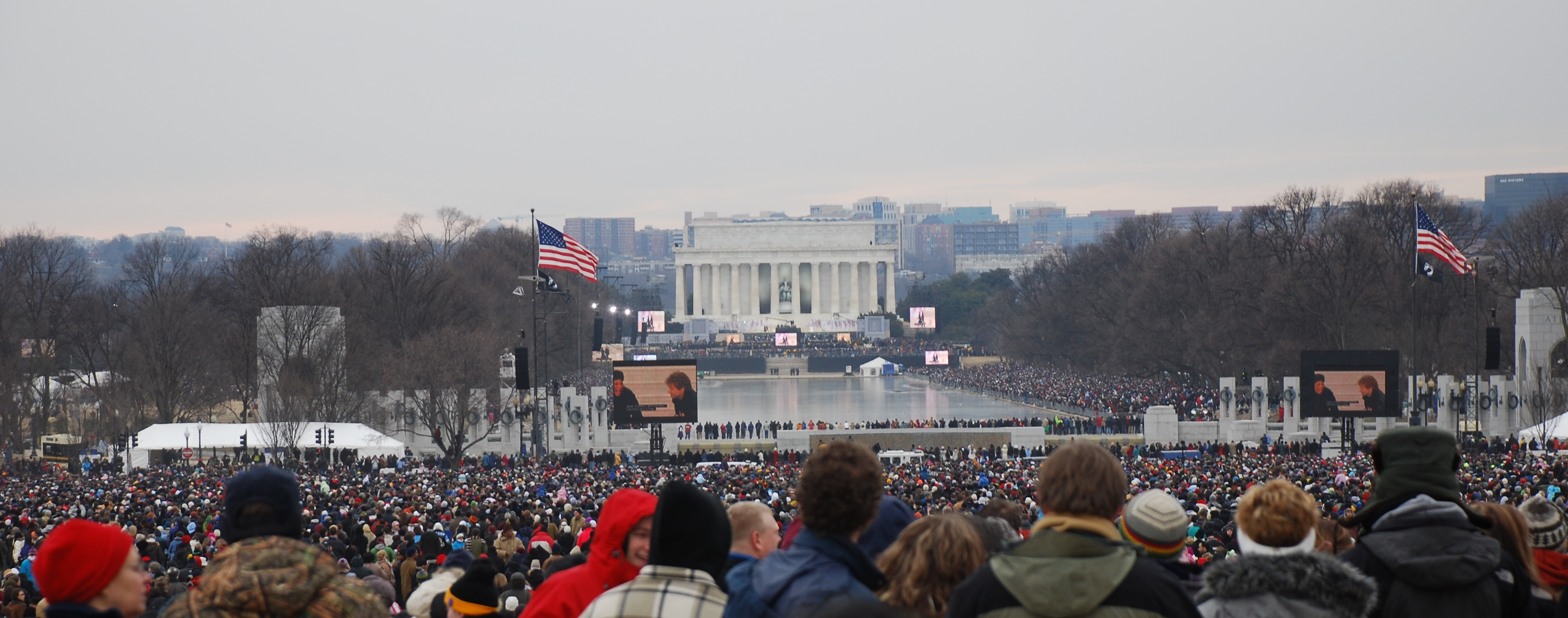
Le Lincoln Memorial vu du National Mall lors du concert.

We Are One: The Obama Inaugural Celebration at the Lincoln Memorial fut une célébration publique de l'investiture qui eut lieu le 18 janvier 2009 au Lincoln Memorial et sur le National Mall et attira plus de 400 000 personnes, l'entrée étant gratuite. Le métro de Washington connut ce jour-là son record d'affluence un dimanche avec 616 324 voyages contre 540 975 le 4 juillet 1999. La musique fut dirigée par Rob Mathes du Kennedy Center Honors ; les différents artistes étaient accompagnés par un orchestre placé dans la fosse, dont faisait partie Kenny Aronoff. Mary J. Blige, Jon Bon Jovi, Garth Brooks, Sheryl Crow, Renée Fleming, Caleb Green, Josh Groban, Herbie Hancock, Heather Headley, Beyoncé, Bettye LaVette, John Legend, Jennifer Nettles du groupe Sugarland, John Mellencamp, Pete Seeger, Shakira, Bruce Springsteen, James Taylor, U2, Usher, Will.i.am et Stevie Wonder participèrent au concert. Des textes historiques furent lus par Jack Black, Steve Carell, Rosario Dawson, Jamie Foxx, Tom Hanks, Ashley Judd, Martin Luther King III, Queen Latifah, Laura Linney, George Lopez, Samuel L. Jackson, Kal Penn, Marisa Tomei, Denzel Washington, Forest Whitaker et Tiger Woods durant le spectacle,. HBO retransmit le concert par flux ouvert sur le câble, et sortit une version DVD de deux disques en avril 2010.

## L'investiture

### «A New Birth of Freedom»

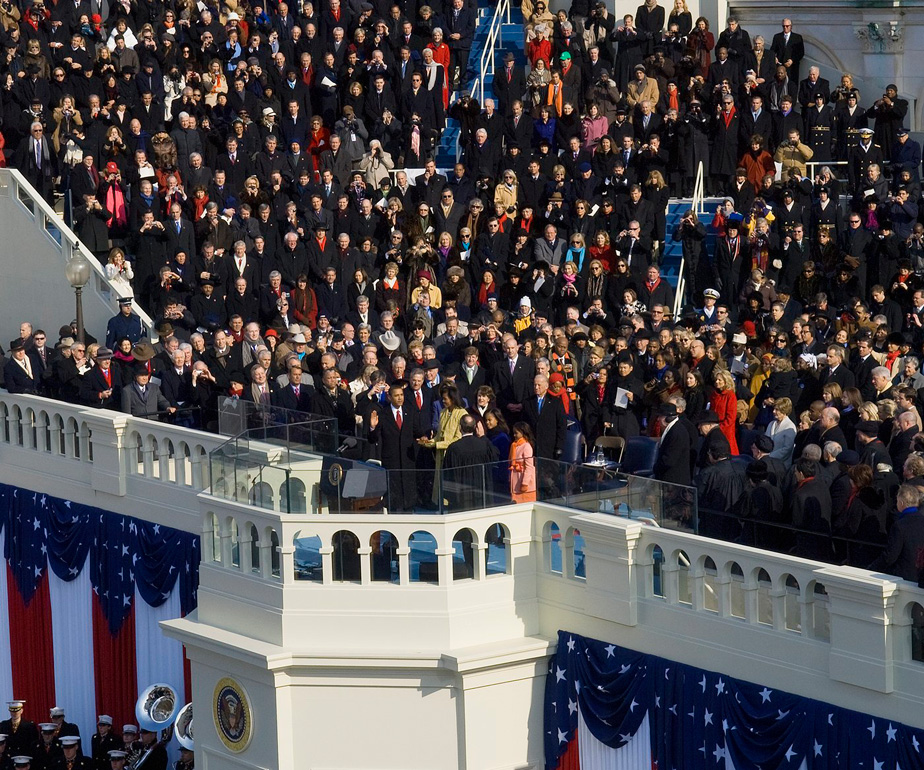
Obama lors de sa prestation de serment.

La cérémonie eut lieu sur la façade ouest du Capitole des États-Unis le 20 janvier 2009. Les musiques d'ouverture furent faites par la troupe The President's Own (United States Marine Band), le San Francisco Boys Chorus et le San Francisco Girls Chorus,,. La sénatrice Dianne Feinstein du Joint Congressional Committee on Inaugural Ceremonies présida la cérémonie et fut la première femme à avoir cette charge dans l'histoire des investitures,,.
Le pasteur évangélique fit l'invocation,, après quoi Aretha Franklin chanta My Country, 'Tis of Thee. Le quatuor Air and Simple Gifts de John Williams fut ensuite joué par le violoncelliste Yo-Yo Ma, le violoniste Itzhak Perlman, la pianiste Gabriela Montero et le clarinettiste Anthony McGill,.
Le vice-président élu Joe Biden prêta serment devant l'Associate Justice John Paul Stevens de la Cour suprême des États-Unis et reçut les honneurs militaires pendant qu'était jouée la marche Hail, Columbia,,,. Peu après midi, une fois le quatuor Air and Simple Gifts achevé, et avec un peu de retard,, le Juge en chef des États-Unis John G. Roberts, Jr. reçut la prestation de serment de Barack Obama, qui, devenu officiellement Président des États-Unis d'Amérique, fut salué par une salve de vingt-et-un coups de canon, et par la marche Hail to the Chief,. Obama prononça ensuite son premier discours en tant que Président ; puis la poète Elizabeth Alexander récita son poème Praise Song for the Day, spécialement écrit pour l'occasion,. Le pasteur et militant Joseph Lowery fit la bénédiction. Enfin, la United States Navy Band conclut la cérémonie avec l'hymne national, The Star-Spangled Banner.

## Réactions internationales

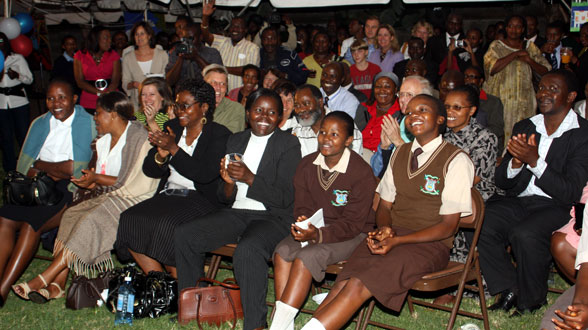
Des Kényans, à Nairobi, applaudissent le discours d'investiture d'Obama.

La communauté internationale accorda une attention sans précédent à l'investiture de Barack Obama : des millions de gens autour du monde, tant des citoyens de pays étrangers que d'expatriés américains vivant dans ces pays, regardèrent en direct l'évènement à la télévision et sur internet ; dans certains pays, l'investiture eut une part d'audimat similaire à celle de la cérémonie d'ouverture des Jeux olympiques d'été de 2008.
Les cérémonies entourant l'investiture, l'éloge rendu à son importance, et les félicitations adressées à Obama lors de son investiture furent diverses dans le monde entier. Au Kenya, pays d'où le père d'Obama était originaire, elle fut célébrée en tant que jour férié. Des Indonésiens et des Américains vivant à Jakarta la visionnèrent au cours d'un bal de minuit gratuit mettant en vedette des élèves de la State Elementary School Menteng 01, où Obama avait été élève. La ville d'Obama au Japon rendit hommage au président homonyme par des spectacles au Temple Hagaji et des feux d'artifice,. La gouverneur général du Canada Michaëlle Jean et le Premier ministre du Canada Stephen Harper félicitèrent Obama au nom des Canadiens ; le président du Mexique Felipe Calderón lui souhaita « un grand succès dans son mandat de président des États-Unis ». Pour le président de l'État d'Israël, Shimon Peres, il s'agissait d'« un grand jour pour les États-Unis ». Le Premier ministre du Royaume-Uni Gordon Brown déclara que le monde entier, en regardant l'investiture du président Obama, assiste à un nouveau chapitre à la fois de l'histoire américaine et de l'histoire mondiale,.
Certains dirigeants eurent un enthousiasme modéré pour l'investiture ; sa couverture médiatique fut coupée, ou non-diffusée, dans certains pays. Le président de Cuba Raúl Castro, frère de l'ancien président Fidel Castro, déclara qu'Obama semble être quelqu'un de bien, lui souhaitant bonne chance,, tandis que Ricardo Alarcón, président de l'Assemblée nationale du pouvoir populaire, admit dans ses commentaires sur Obama que ce dernier « est un grand point d'interrogation »,. Le ministre des Affaires étrangères de l'Iran Manoutchehr Mottaki a exprimé l'espoir de prendre une nouvelle direction, notant que « si Obama choisit le bon chemin, compense le passé, fait décroître l'hostilité et l'hégémonie américaine, et révise les erreurs politiques précédentes, nous n'aurons pas d'hostilité »,.